# Igor Sikirycki
Igor Sikirycki (ur. 31 lipca 1920 w Brześciu nad Bugiem, zm. 2 stycznia 1985 w Łodzi) – polski poeta, pisarz, satyryk, dziennikarz i spiker radiowy.

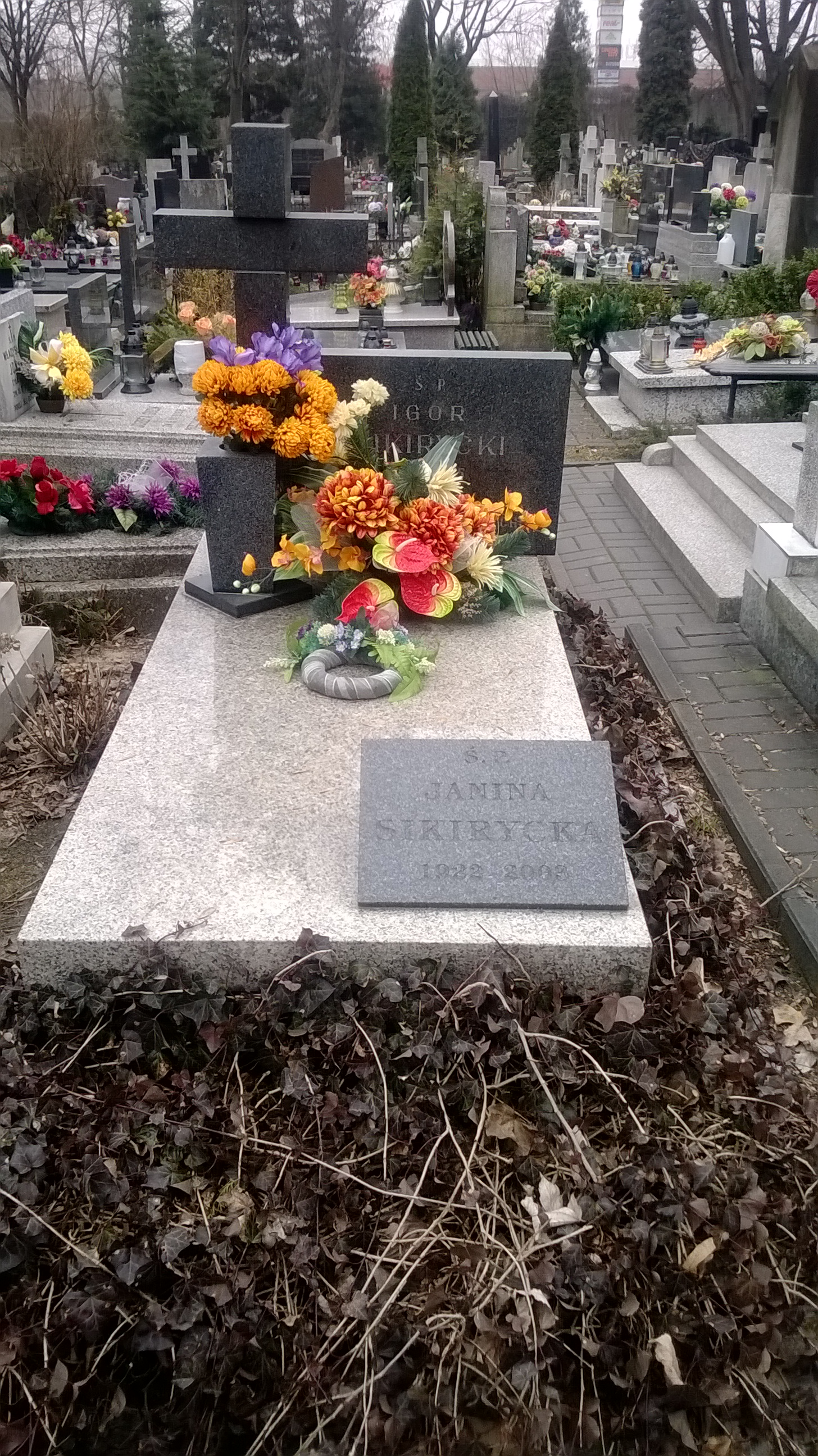
Grób pisarza Igora Sikiryckiego na Starym Cmentarzu przy ul. Ogrodowej w Łodzi

## Życiorys
Urodził się w Brześciu nad Bugiem. Był synem naczelnika telegrafu brzeskiego i bibliotekarki. W 1926 wraz z rodziną przeprowadził się do Lublina. Tam też rozpoczął naukę w szkole powszechnej, następnie kontynuował naukę w Gimnazjum im. J. Zamoyskiego. Maturę zdał w 1939. W czasie II wojny światowej pracował jako ślusarz, drwal i murarz. Działał w konspiracji i był członkiem Armii Krajowej. W lipcu 1944 podjął pracę spikera w lubelskiej rozgłośni Polskiego Radia, następnie rozpoczął studia na Wydziale Humanistycznym Uniwersytetu Marii Curie Skłodowskiej. W 1945 zamieszkał w Łodzi. W łódzkiej rozgłośni Polskiego Radia był spikerem do 1951. W latach 1945/1946 kontynuował studia na Uniwersytecie Łódzkim. Był kierownikiem artystycznym Teatru Satyryków w Łodzi (1954–1957), kierownikiem literackim Teatru 7:15 (1958–1959, poprzednio Teatr Satyryków), kierownikiem artystycznym i literackim Teatru Satyry w Łodzi (1954–1959), kierownikiem literackim Teatru Lalek „Arlekin” (1966–1967). Następnie zajmował się wyłącznie pracą literacką. Wolne chwile najchętniej spędzał, łowiąc ryby.
Debiutował w 1937 opowiadaniem Pasażerka na gapę w piśmie „W słońce”. Kontynuował twórczość w czasie wojny, były to wiersze liryczne i wojskowe – kilka stało się pieśniami partyzanckimi. Po wojnie publikował wiersze w pismach „Gontyna” oraz „Odrodzenie” (1944–1949), współpracował z czasopismami „Szpilki”, „Nowa Kultura”, „Odgłosy”, „Płomyk”, „Płomyczek”, „Literatura Radziecka”, „Wieś”. Pisał wiersze, satyry, reportaże, teksty publicystyczne, wiersze i bajki dla dzieci, fraszki, skecze dla teatru, powieści dla młodzieży. Przetłumaczył wiele utworów poetyckich z języka rosyjskiego, białoruskiego i mołdawskiego. Przełożył na język polski z języka rosyjskiego m.in. gruziński poemat Witeź w tygrysiej skórze (1960), armeński epos Dawid z Sasunu oraz rosyjską baśń Konik Garbusek. Z kolei jego twórczość była tłumaczona na język gruziński i rosyjski. Jest redaktorem kilku tomów antologii poezji i prozy oraz autorem utworów scenicznych dla dzieci; np. na scenie Teatru im. Stefana Jaracza w Olsztynie wystawiane były: Tajemnica starej wierzby (współautor: Roman Sykała, reż. Eugenia Śnieżko-Szafnaglowa, premiera 26 grudnia 1960) i Niedźwiedź króla Gniewobora (współautor: Roman Sykała, reż. Bohdan Głuszczak, premiera 7 listopada 1968).
Często przyjeżdżał na Mazury. Jan Chłosta określił: „[Sikirycki] Należał do pisarzy – przyjaciół Warmii i Mazur”. W 1954 opublikował wybór poezji Michała Kajki. Akcja powieści dla dzieci Pietrek z Puszczy Piskiej dzieje się na Mazurach. Cykl mazurskich wierszy opublikował w tomie Nocny połów (1966). W 1985 Wydawnictwo Pojezierze opublikowało jego tomik poezji Sosny mazurskiej cień, w serii „Warmia i Mazury w poezji i grafice”, z reprodukcjami prac Marii Szymańskiej.
Prowadził także bogatą pracę społeczną, przez długi okres pełnił funkcję radnego Rady Narodowej miasta Łodzi. Działał w Krajowym Komitecie Obrońców Pokoju oraz w Zarządzie Polskiej Sekcji Międzynarodowego Komitetu ds. Literatury dla Dzieci i Młodzieży przy UNESCO. Udzielał się również w łódzkim Towarzystwie Przyjaciół Dzieci. Kawaler Orderu Uśmiechu (1983). Od maja 1983 członek Prezydium Rady Obywatelskiej Budowy Pomnika Szpitala Centrum Zdrowia Matki Polki.
Zmarł w Łodzi, pochowany na Starym Cmentarzu. W 1989 jego imieniem nazwano ulicę w Łodzi.

## Odznaczenia
- Złoty Krzyż Zasługi (1955),
- Odznaka „Zasłużony Działacz TRZZ” (1970),
- Krzyż Kawalerski Orderu Odrodzenia Polski (1972)
- Krzyż Oficerski Orderu Odrodzenia Polski (1979)
- Odznaka „Zasłużony Działacz Kultury” (1975),
- Medal Komisji Edukacji Narodowej (1977),
- Order Uśmiechu (1983)[4].

## Twórczość
- Wołanie drzew (wiersze), Łódź 1950
- Co komu winna spółdzielnia gminna (wodewil), współautor W. Drygas, Warszawa 1954
- Igraszki i fraszki (satyry), Łódź 1959
- Szewc Czarodziej, Warszawa 1961
- Stara kuźnia, Warszawa 1962, Łódź 1982
- Ostrożnie, świeżo napisane (satyry), Łódź 1963
- Nocny połów (wiersze), Łódź 1966
- Bajki na dobranoc, Łódź 1970; wydane przez Polskie Nagrania „Muza” na kasecie (CK-426)
- Cyrk w Szczyrku (dla dzieci), Łódź 1970
- Siedmiu nieobecnych (powieść), Łódź 1970, 1972, 1979; nostalgiczne wspomnienie o 7 kolegach z liceum, którzy walczyli i bohatersko zginęli podczas II wojny światowej
- Pietrek z Puszczy Piskiej (powieść dla młodzieży), Łódź 1971, 1972, 1984
- Najweselsza szkoła (dla dzieci), Łódź 1972, 1978
- W stronę Kolchidy (wiersze), Łódź 1973
- Wiersze, Łódź 1977
- Ogródek szkolnych fraszek, Warszawa 1979
- Kram z wierszykami, Łódź 1980
- Moje bajki (wiersze dla dzieci), Łódź 1980
- Trzy struny (wiersze), Łódź 1980
- 49 podróży Jana (wiersze dla dzieci), Warszawa 1982
- Bajkobranie (wiersze dla dzieci), Łódź 1984
- Podróże małe i duże (wiersze dla dzieci), Warszawa 1984
- Sześć bajek na dobranoc (wiersze dla dzieci), Łódź 1984
- Piorunująca mieszanina. Wiersze, ballady, bajki, fraszki, limeryki, parodie i humoreski, Łódź 1985
- W cieniu mazurskiej sosny (wiersze), Olsztyn 1985
- Bajki zabawne (wiersze dla dzieci), Warszawa 1987
- Mój koń (wiersze dla dzieci), Warszawa 1987
- Sto fraszek szkolnych (dla dzieci), Warszawa 1988
- Rymowanki, cacanki (dla dzieci), Łódź 1988